# Ottilie Klein

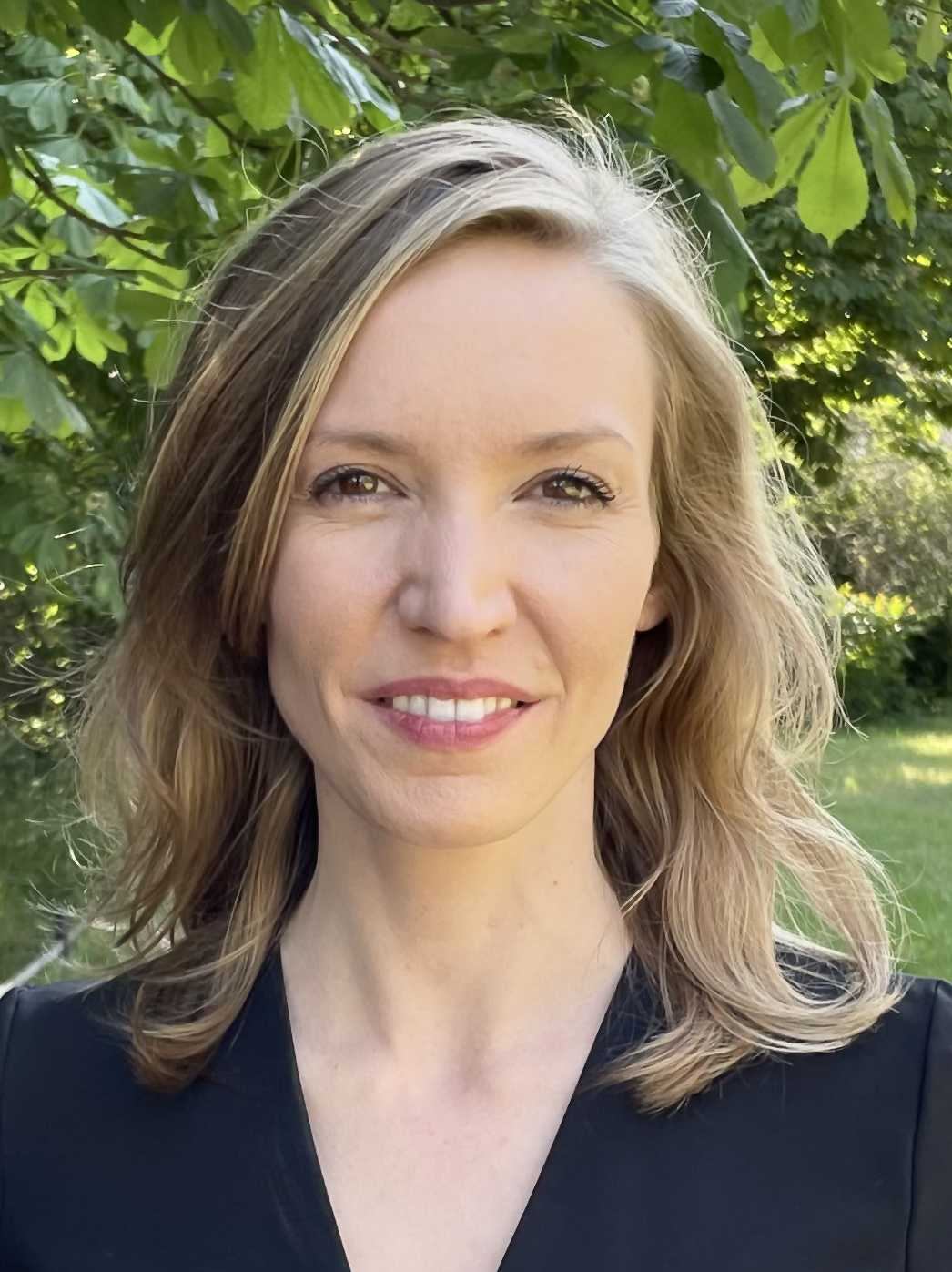
Ottilie Klein, 2021

Ottilie Paola Klein (* 14. Februar 1984 in Villingen-Schwenningen) ist eine deutsche Politikerin (CDU), seit Oktober 2021 Mitglied des Deutschen Bundestages und seit September 2023 Generalsekretärin der CDU Berlin. Seit dem 13. Mai 2025 ist sie Vorsitzende der Arbeitsgruppe für Kultur und Medien der CDU/CSU-Fraktion im Bundestag.

## Leben
Ottilie Klein wurde in Villingen-Schwenningen als Tochter von Russlanddeutschen geboren. Sie studierte Regionalwissenschaften Nordamerika, Neuere Geschichte und Politikwissenschaft an der Rheinischen-Friedrich-Wilhelms-Universität Bonn. Sie verbrachte von 2006 bis 2007 ein Auslandsjahr am Mount Holyoke College in Massachusetts, USA und schloss ihr Bonner Studium 2008 mit einem Magister Artium ab. 2010 absolvierte sie als Jenkins-Stipendiatin einen Master of Studies an der University of Oxford. Es folgte eine binationale Promotion in den Literaturwissenschaften an der Justus-Liebig-Universität Gießen und der Universität Helsinki, die sie 2016 mit der in Englisch geschriebenen Thesis Lethal Performances. Women Who Kill in Modern American Drama abschloss. Klein wurde durch ein Stipendium der Studienstiftung des deutschen Volkes gefördert. Ihre Forschungsarbeit wurde mit dem Peter-Lang-Nachwuchspreis prämiert.
Klein arbeitete 2017 als Wissenschaftliche Mitarbeiterin im Deutschen Bundestag. Von November 2017 bis März 2020 war sie Büroleiterin der CDU-Fraktionsvorsitzenden im Berliner Abgeordnetenhaus. Von April 2020 bis Oktober 2021 war sie als Abteilungsdirektorin beim Bundesverband Öffentlicher Banken tätig. Klein ist Mitglied im Vorstand des Deutschen Kinderhilfswerkes und im Kuratorium von World Vision Deutschland.
Klein ist verheiratet und lebt in Berlin. Im April 2025 wurde sie Mutter einer Tochter. Sie ist evangelischer Konfession.

## Partei
Klein ist Mitglied im CDU-Kreisverband Neukölln. Von Mai 2019 bis August 2023 war sie Landesmitgliederbeauftragte der CDU Berlin.
Klein wurde am 30. August 2023 vom Regierenden Bürgermeister von Berlin und CDU-Landesvorsitzenden, Kai Wegner, als Generalsekretärin der CDU Berlin nominiert, ihre Wahl in dieses Amt erfolgte auf dem Landesparteitag am 9. September 2023. Klein folgte auf Stefan Evers, der im April 2023 als Bürgermeister und Finanzsenator in den schwarz-roten Berliner Senat gewechselt war.
Im Februar 2025 mussten Klein und die Berliner CDU nach Kritik an der „Hofnarr“-Aussage von Bundeskanzler Olaf Scholz über Berlins Kultursenator Joe Chialo eine Unterlassungserklärung abgeben. Klein hatte behauptet, Scholz hätte Chialo als „schwarzes Feigenblatt der CDU“ bezeichnet. Scholz hatte zwar die Begriffe Hofnarr und Feigenblatt verwendet, aber nicht die Hautfarbe erwähnt.

## Abgeordnete
Am 25. November 2020 wurde Klein von den Delegierten des CDU-Kreisverbandes Berlin-Mitte als Direktkandidatin der CDU für den Bundestagswahlkreis Berlin-Mitte nominiert. Zudem wurde sie am 17. April 2021 mit 84 Prozent auf Platz 3 der CDU-Landesliste gewählt.
Bei den Wahlen im September 2021 unterlag sie als Direktkandidatin gegen Hanna Steinmüller, zog aber über die Landesliste ihrer Partei in den 20. Deutschen Bundestag ein. Dort ist sie ordentliches Mitglied im Ausschuss für Arbeit und Soziales sowie im Ausschuss für die Angelegenheiten der Europäischen Union. Zudem gehört sie als stellvertretendes Mitglied dem Finanzausschuss an.
Bei der Bundestagswahl 2025 unterlag sie in Berlin-Neukölln als Zweitplatzierte Ferat Koçak (Die Linke) und zog abermals per Landesliste ins Parlament ein.
Seit dem 13. Mai 2025 ist sie Vorsitzende der CDU Arbeitsgruppe für Kultur und Medien.
Im 21. Deutschen Bundestag ist sie stellvertretendes Mitglied im Gemeinsamen Ausschuss.

## Auszeichnung
Die Zeitschrift Capital kürte Klein 2023 zu einem von 40 Talenten Deutschlands im Alter von bis zu 40 Jahren (Top 40 unter 40) im Bereich Politik. Mit der Liste zeichnet das Magazin die größten Talente aus Wirtschaft, Politik, Staat und Gesellschaft sowie Wissenschaft in Deutschland aus.